# Sebastiaan van Schonenburg
Sebastiaan van Schonenburg (ook wel: Schoonenburg, Schonenburch of Schoenenburger) (overleden Kollum, 1558) was een Fries bestuurder.

## Biografie
Van Schonenburg schijnt van Duitse afkomst geweest te zijn al is hier geen bewijs voor gevonden. In 1527 kwam hij voor als drossaard te Franeker. Vervolgens werd hij in 1535 of 1536 benoemd to grietman van Kollumerland. Ten noorden van Kollum bezat hij de Schonenburg State en in Kollum zelf stond het Huis Schonenburg waar later het grietenijbestuur zetelde. In 1550 was Van Schonenburg wegens ziekte afwezig bij de landdag in 1550 waarbij de huldiging van Filips II behandeld werd. Daarom werd substituut-grietman Tjepke Hessels als volmacht gestuurd. In 1551 had Van Schonenburg een conflict met de abt van het klooster Jeruzalem over de jurisdictie over Burum. In 1552 wordt Van Schonenburg vermeld als eigenaar van een wapenrusting in Kollum. In 1556 werd hij opgevolgd als grietman door zijn schoonzoon, Joost van Hardenbroek. Van Schonenburg zelf bleef functioneren als substituut-grietman.

## Huwelijk en kinderen
Van Schonenburg trouwde met Ath van Herema, dochter van Sybrant van Herema en Auck van Camstra. Het echtpaar kreeg onder meer de volgende kinderen:
- Maarten van Schonenburg, trouwde met Eelck van Heemstra. Maarten was grietman van Dantumadeel.
- Anna van Schonenburg, trouwde met Pieter van Eemskerk, griffier van het Hof van Friesland.
- Cecilia (Siettie of Lucia) van Schonenburg, trouwde met Joost van Hardenbroek, grietman van Kollumerland na Van Schonenburg.